# Tim Flowers
Pour les articles homonymes, voir Flowers.
Timothy David « Tim » Flowers est un footballeur anglais né le 3 février 1967 à Kenilworth (Royaume-Uni). Il évoluait au poste de gardien de but.
Flowers compte onze sélections avec l'équipe d'Angleterre entre 1993 et 1998.

## Palmarès

### En équipe nationale
- 11 sélections et 0 but avec l'équipe d'Angleterre entre 1993 et 1998.

### Avec Blackburn
- Vainqueur du Championnat d'Angleterre de football en 1995.

### Avec Leicester
- Vainqueur de la Coupe de la Ligue anglaise de football en 2000.